# Сердюк, Екатерина Владимировна
Екатери́на Владимировна Сердю́к (укр. Катерина Володимирівна Сердюк; род. 16 сентября 1989, Харьков) — украинская лыжница. Член сборной Украины на зимних Олимпийских играх 2014 года.

## Биография
Окончила Харьковскую государственную академию физической культуры. 19 декабря 2013 года завоевала золотую медаль на ХХVІ Всемирной зимней универсиаде.
В лыжные гонки пришла из биатлона. 20 января 2014 года на международных соревнованиях по лыжным гонкам категории FIS в Алма-Ате завоевала бронзовую медаль. На квалификации Олимпиады 2014 года заняла 45-е место, отстав от лидера на 12,05 секунд.